# Jołtuszków Podleśny
Jołtuszków Podleśny (ukr. Підлісний Ялтушків, ros. Подлесный Ялтушков) – wieś na Ukrainie, w obwodzie winnickim, w rejonie barskim.
W czasach Rzeczypospolitej wieś leżała w województwie podolskim. Odpadła od Polski w wyniku II rozbioru.